# Jason Raize
Jason Raize (Oneonta, Nueva York, 20 de julio de 1975 – Nueva Gales del Sur, Australia, 3 de febrero de 2004) fue un actor, cantante y embajador de buena voluntad para el Programa de las Naciones Unidas para el Medio Ambiente. Fue conocido por interpretar a Simba en el musical de El rey león de Broadway; así como el personaje de Denahi en la película de animación de Disney Brother Bear.

## Fallecimiento
En 2003, Jason vuelve a Australia sin el conocimiento de su familia a replantearse su carrera. Sarah MacArthur, su madre, le habría dicho: «[Jason] es necesario dar un paso atrás y recuperar el aliento. No creo que él lo había descubierto todavía [qué hacer]». Una vez en Yass, en Nueva Gales del Sur, encuentra un trabajo como peón en un criadero llamado Stud Hardwicke, propiedad de la medallista de oro olímpico Morgan Lawrence. Allí también tenía amigos que conoció durante un rodaje en el 2001.
A las 11:15 de la mañana del 7 de febrero de 2004, el cuerpo de Jason fue encontrado ahorcado en un cobertizo de la propiedad agrícola. La desaparición había sido presentado el 3 de febrero, cuando se cree que se produjo la muerte, considerada un suicidio.

## Trayectoria
| Año         | Película                                   | Papel    | Notas          |
| ----------- | ------------------------------------------ | -------- | -------------- |
| 1997 - 2004 | El rey león (musical)                      | Simba    | obra de teatro |
| 2000        | Jessica Simpson y Jason Raize en concierto | el mismo | concierto      |
| 2003        | Brother Bear                               | Denahi   | (Voz)          |

- Datos: Q108647